# Марк Папірій (сенатор)
Марк Папі́рій (лат. Marcus Papirius; ? — 20 липня 390 до н. е., Рим) — політик Римської республіки, сенатор.

## Біографічні відомості
Походив з патриціанського роду Папіріїв. Про його батьків, молоді роки відомостей немає. У сенаті був відомий як дуже гордовитий чоловік. Під час вторгнення до Риму у 390 році до н. е. галлів на чолі з Бренном він з ще 79 сенаторами не схотів залишити місто і перебував у приміщенні сенату. Галли, які туди ввійшли, були вкрай ошелешені виглядом Марка Папірія, який з довгою бородою та у білому сенаторському вбранні їм ввижався богом. Через це один з галлів смикнув його за бороду. У відповідь гордовитий сенатор вдарив галла у відповідь. Це дуже розлютило загарбників, які вбили Марка Папірія і всіх сенаторів, які залишалися в сенаті. Після цього Бренн дав волю на сплюндрування міста, після чого його піддали вогню.